# Rex Hartwig
Rex Noel Hartwig (ur. 2 września 1929 w Culcairn, zm. 30 grudnia 2022) – australijski tenisista, dwukrotny zdobywca Pucharu Davisa.

## Kariera tenisowa
Hartwig w swojej karierze został finalistą dwóch imprez zaliczanych obecnie do Wielkiego Szlema, Australian Championships 1954 i U.S. National Championships 1954.
W deblu wygrał cztery turnieje wielkoszlemowe i poniósł jedną porażkę w finale, natomiast w mikście odniósł dwa zwycięstwa i przegrał dwa finały.
W latach 1953–1955 reprezentował Australię w Pucharze Davisa i zdobywał z zespołem trofeum w latach 1953 i 1955, notując bilans sześciu zwycięstw w singlu i sześć wygranych przy jednej porażce w deblu.
Za swoje osiągnięcia w 2016 roku uhonorowany został miejscem w Australian Tennis Hall Of Fame.

### Finały w turniejach wielkoszlemowych

#### Gra pojedyncza (0–2)
| Końcowy wynik | Nr | Data | Turniej                                | Nawierzchnia | Przeciwnik  | Wynik finału       |
| ------------- | -- | ---- | -------------------------------------- | ------------ | ----------- | ------------------ |
| Finalista     | 1. | 1954 | Australian Championships, Sydney       | Trawiasta    | Mervyn Rose | 2:6, 6:0, 4:6, 2:6 |
| Finalista     | 2. | 1954 | U.S. National Championships, Nowy Jork | Trawiasta    | Vic Seixas  | 6:3, 2:6, 4:6, 4:6 |

#### Gra podwójna (4–1)
| Końcowy wynik | Nr | Data | Turniej                                | Nawierzchnia | Partner     | Przeciwnicy                   | Wynik finału       |
| ------------- | -- | ---- | -------------------------------------- | ------------ | ----------- | ----------------------------- | ------------------ |
| Finalista     | 1. | 1953 | Wimbledon, Londyn                      | Trawiasta    | Mervyn Rose | Lew Hoad Ken Rosewall         | 4:6, 5:7, 6:4, 5:7 |
| Zwycięzca     | 1. | 1953 | U.S. National Championships, Nowy Jork | Trawiasta    | Mervyn Rose | Gardnar Mulloy Bill Talbert   | 6:4, 4:6, 6:2, 6:4 |
| Zwycięzca     | 2. | 1954 | Australian Championships, Sydney       | Trawiasta    | Mervyn Rose | Neale Fraser Clive Wilderspin | 6:3, 6:4, 6:2      |
| Zwycięzca     | 3. | 1954 | Wimbledon, Londyn                      | Trawiasta    | Mervyn Rose | Vic Seixas Tony Trabert       | 6:4, 6:4, 3:6, 6:4 |
| Zwycięzca     | 4. | 1955 | Wimbledon, Londyn                      | Trawiasta    | Lew Hoad    | Neale Fraser Ken Rosewall     | 7:5, 6:4, 6:3      |

#### Gra mieszana (2–2)
| Końcowy wynik | Nr | Data | Turniej                                | Nawierzchnia | Partnerka             | Przeciwnicy                          | Wynik finału  |
| ------------- | -- | ---- | -------------------------------------- | ------------ | --------------------- | ------------------------------------ | ------------- |
| Zwycięzca     | 1. | 1953 | Australian Championships, Sydney       | Trawiasta    | Julia Sampson Hayward | Maureen Connolly Hamilton Richardson | 6:4, 6:3      |
| Finalista     | 1. | 1953 | U.S. National Championships, Nowy Jork | Trawiasta    | Julia Sampson Hayward | Doris Hart Vic Seixas                | 2:6, 6:4, 4:6 |
| Zwycięzca     | 2. | 1954 | Australian Championships, Sydney       | Trawiasta    | Thelma Coyne Long     | Beryl Penrose John Bromwich          | 4:6, 6:1, 6:2 |
| Finalista     | 2. | 1954 | French Championships, Paryż            | Ceglana      | Jacqueline Patorni    | Maureen Connolly Lew Hoad            | 4:6, 3:6      |